# Гартфорд Вейлерс
Га́ртфорд Ве́йлерс (укр. Гартфордські китобої, англ. Hartford Whalers) — колишній професіональний хокейний клуб, який виступав у Всесвітній хокейній асоціації (1972—1979) та Національній хокейній лізі (1978—1997). «Вейлерс» проводили свої домашні поєдинки в Гартфорд-Сівіл-центр, місто Гартфорд, штат Коннектикут. Найбільше команда використовувала морський синій, зелений та сріблявий кольори для своєї форми. У 1997 році команда переїхала до Ралі, штат Північна Кароліна і отримала назву Кароліна Гаррікейнс, з якою грає і сьогодні у складі Східної конференції, Північно-східного дивізіону.

## Відомі гравці
- Дон Блекберн
- Дейв Гайнс
- Пол Шмир
- Рей Нойфельд
- Том Вебстер
- Том Вільямс
- Пет Бутетт
- Майк Баєрс
- Джефф Брубейкер
- Грег Брітц
- Рід Бейлі
- Келлі Чейз
- Джим Дорі
- Пол Фентон
- Кріс Говедаріс
- Стюарт Гевін
- Горді Хоу

## Тренери
- Джек Еванс (1983—1988)